# Úslava
Úslava (německy Uslawa, též Bradlawa, Ambelsbach)  je řeka v Plzeňském kraji. Jde o pravostranný přítok řeky Berounky, do které ústí v Plzni, na říčním kilometru 136,6, v nadmořské výšce 299,1 m. Délka řeky je 96,3 km. Plocha jejího povodí měří 756,7 km².

## Průběh toku
Úslava, na horním toku nad Žinkovy označovaná též jako Bradlava, pramení na jihovýchodním úpatí kopce Drkolná (729 m), jihozápadně od obce Číhaň, v nadmořské výšce 637,2 m. Pramen Úslavy se nachází na katastrálním území Lukoviště, části městyse Kolinec v okrese Klatovy. Řeka nejprve teče k východu, u obce Hnačov napájí velký Hnačovský rybník. Odtud se obrací na sever, protéká městem Plánice. Pod Žinkovy se opět obrací na východ, protéká v blízkosti zámku Zelená hora, stojícího na stejnojmenném kopci, který se nachází u města Nepomuk.
Pod obcí Vrčeň se prudce obrací na severozápad, protéká městy Blovice a Starý Plzenec. Mezi těmito městy na říčním kilometru 26,1, v obci Nezvěstice, přijímá zprava svůj největší přítok říčku Bradavu, která přitéká z jihovýchodu od Spáleného Poříčí. Severozápadní směr si Úslava udržuje až ke svému ústí do Berounky v Plzni.

### Větší přítoky
- levé – Podhrázský potok, Olešenský potok
- pravé – Mihovka, Myslívský potok, Bradava, Kornatický potok

## Vodní režim
Průměrný průtok v Plzni (Koterov) na říčním kilometru 9,1 činí 3,55 m³/s.
Hlásné profily:
| místo   | říční km | plocha povodí | průměrný průtok (Qa) | stoletá voda (Q100) |
| ------- | -------- | ------------- | -------------------- | ------------------- |
| Prádlo  | 58,00    | 142,03 km²    | 0,92 m³/s            | 95,5 m³/s           |
| Ždírec  | 42,50    | 375,81 km²    | 1,96 m³/s            | 189,0 m³/s          |
| Koterov | 9,10     | 733,25 km²    | 3,55 m³/s            | 334,0 m³/s          |

## Obce na řece
Číhaň, Hnačov, Plánice, Újezd u Plánice, Mlýnské Struhadlo, Žinkovy, Prádlo, Klášter, Vrčeň, Srby, Ždírec, Blovice, Zdemyslice, Žákava, Nezvěstice, Šťáhlavy,
Starý Plzenec a Plzeň.

## Mlýny
Mlýny jsou seřazeny po směru toku řeky.
- Vodní mlýn Bešťák – Plánička u Číhaně, okres Klatovy, kulturní památka
- Mlýn Žinkovy – Žinkovy, okres Plzeň-jih
- Zámecký mlýn – Hradiště u Blovic, okres Plzeň-jih, kulturní památka

## Zajímavost
Název řeky vznikl řadou chyb při vydání knihy Das itzlebende Konigreich Bohmen v roce 1712.
Původní jméno bylo Bradlava. Dnes nese tento název jen její horní tok.

## Další fotografie

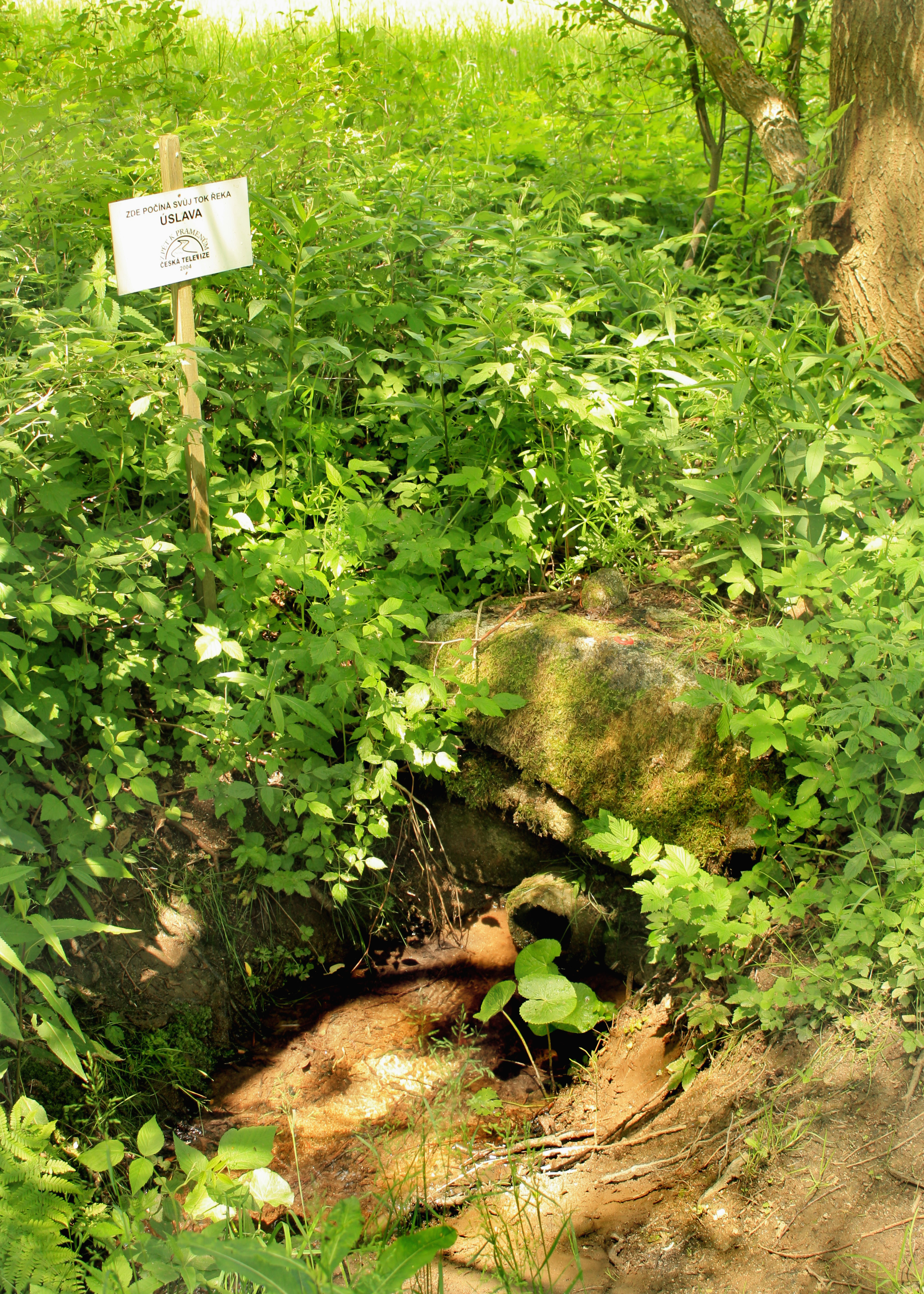
Pramen
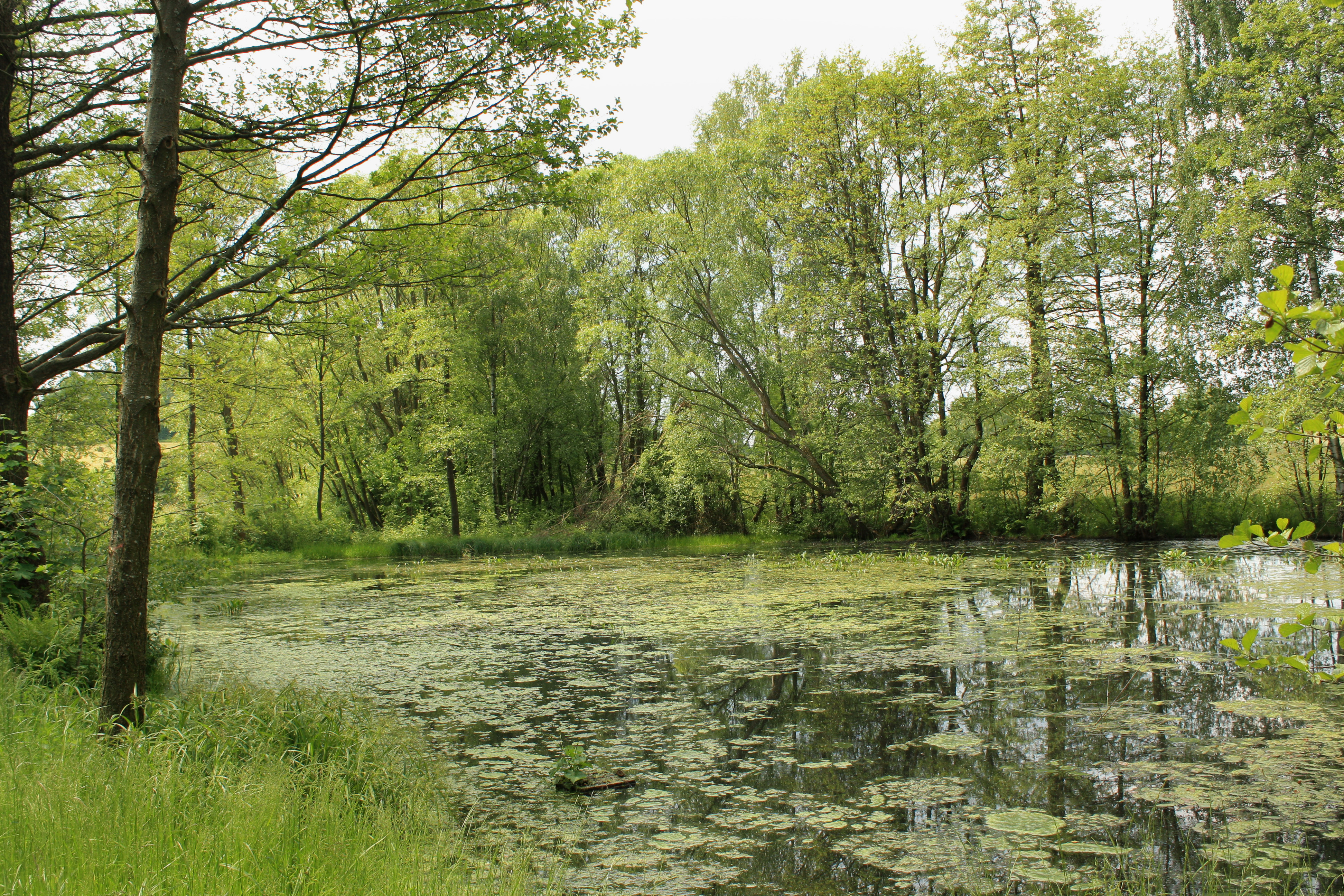
Rybník u pramene
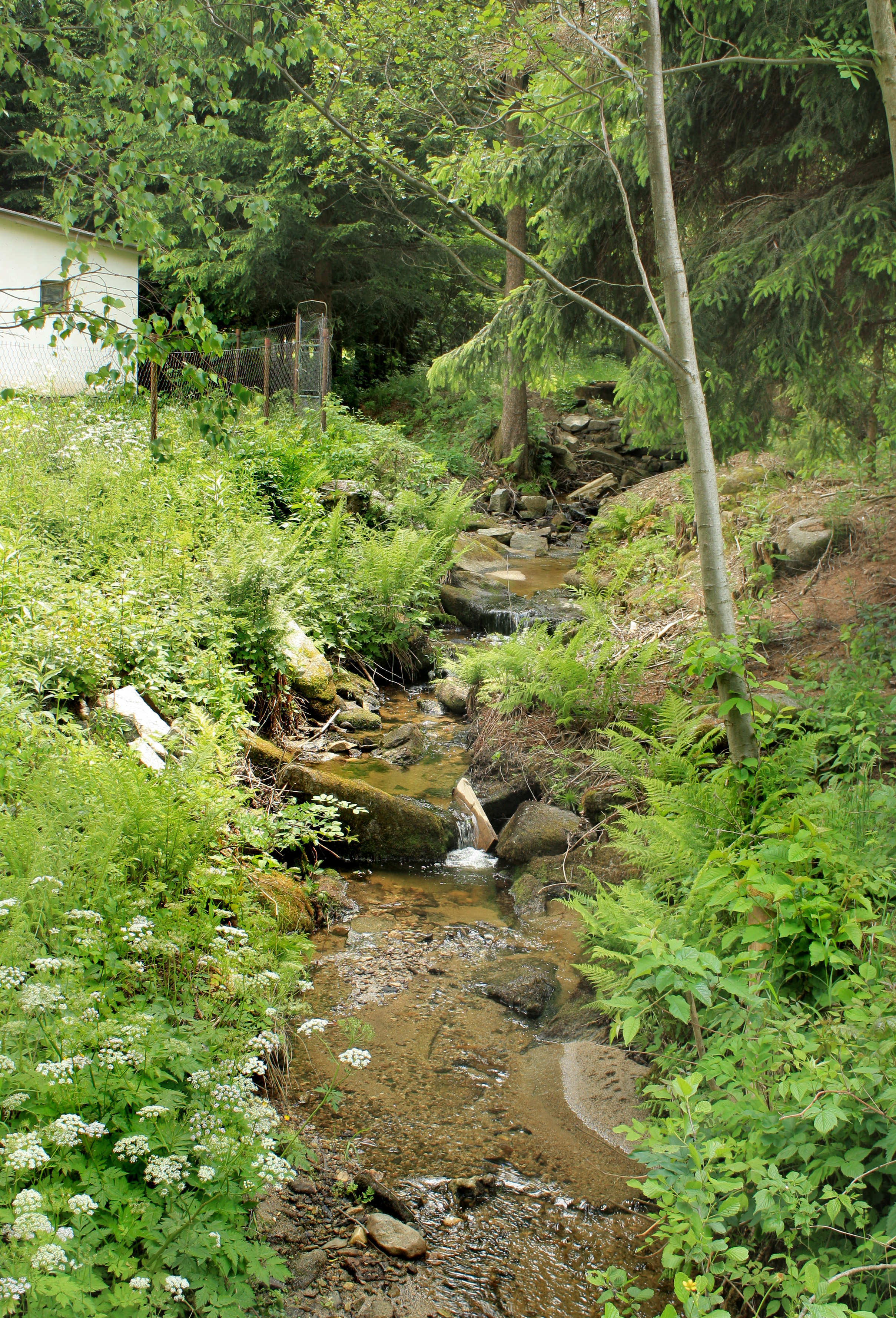
Úslava v Číhani
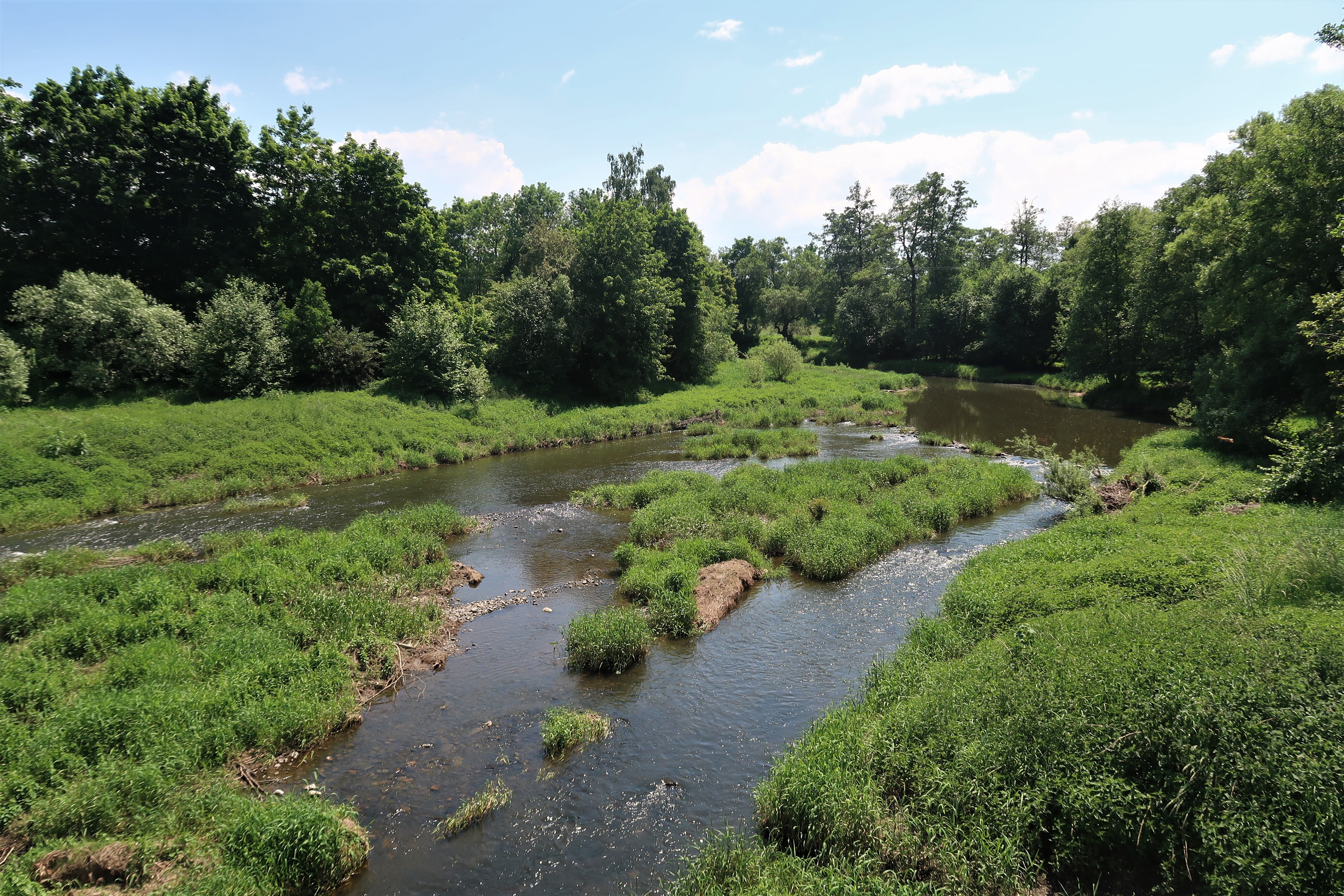
Úslava ve Šťáhlavech
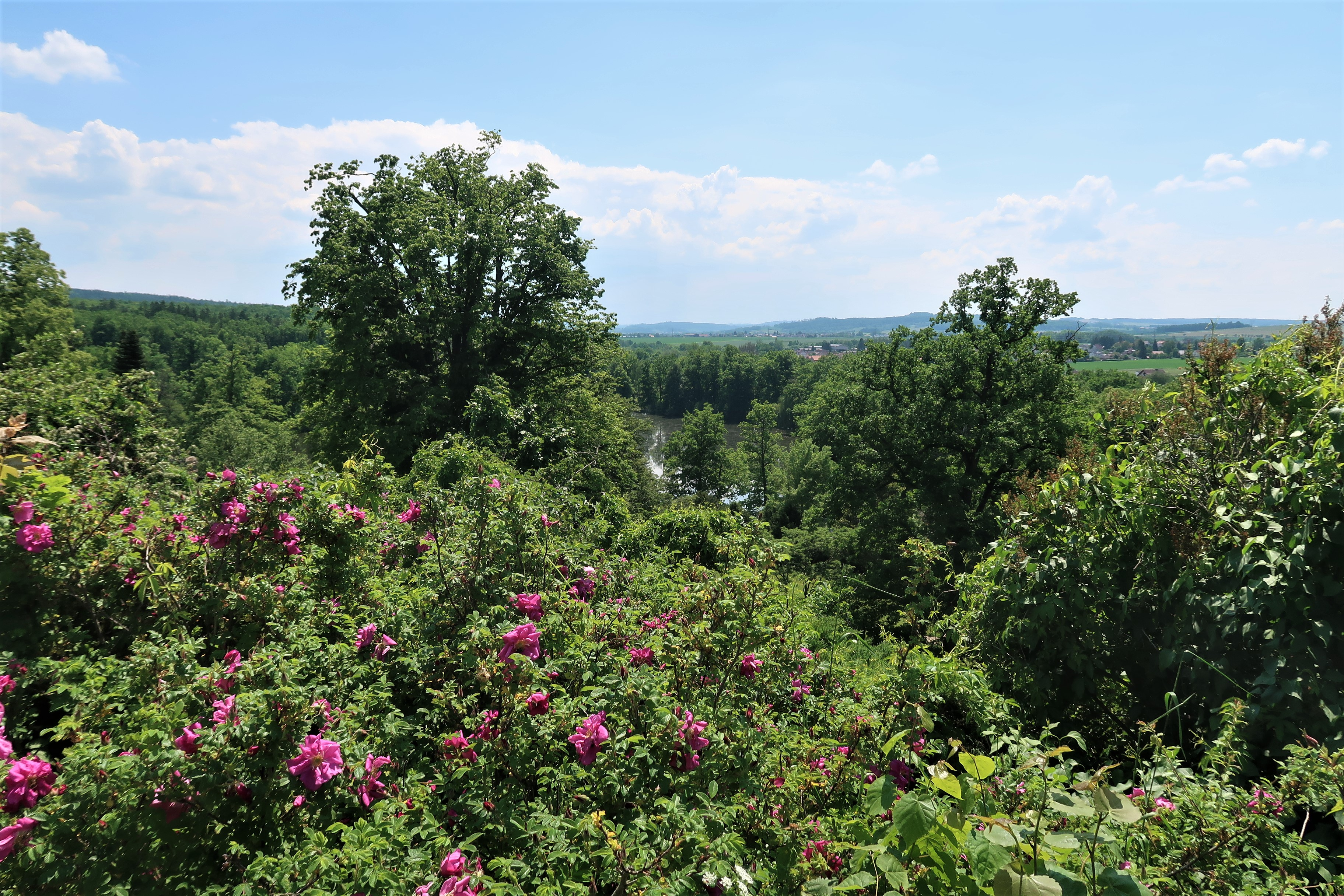
Pohled do údolí Úslavy z parku zámku Kozel
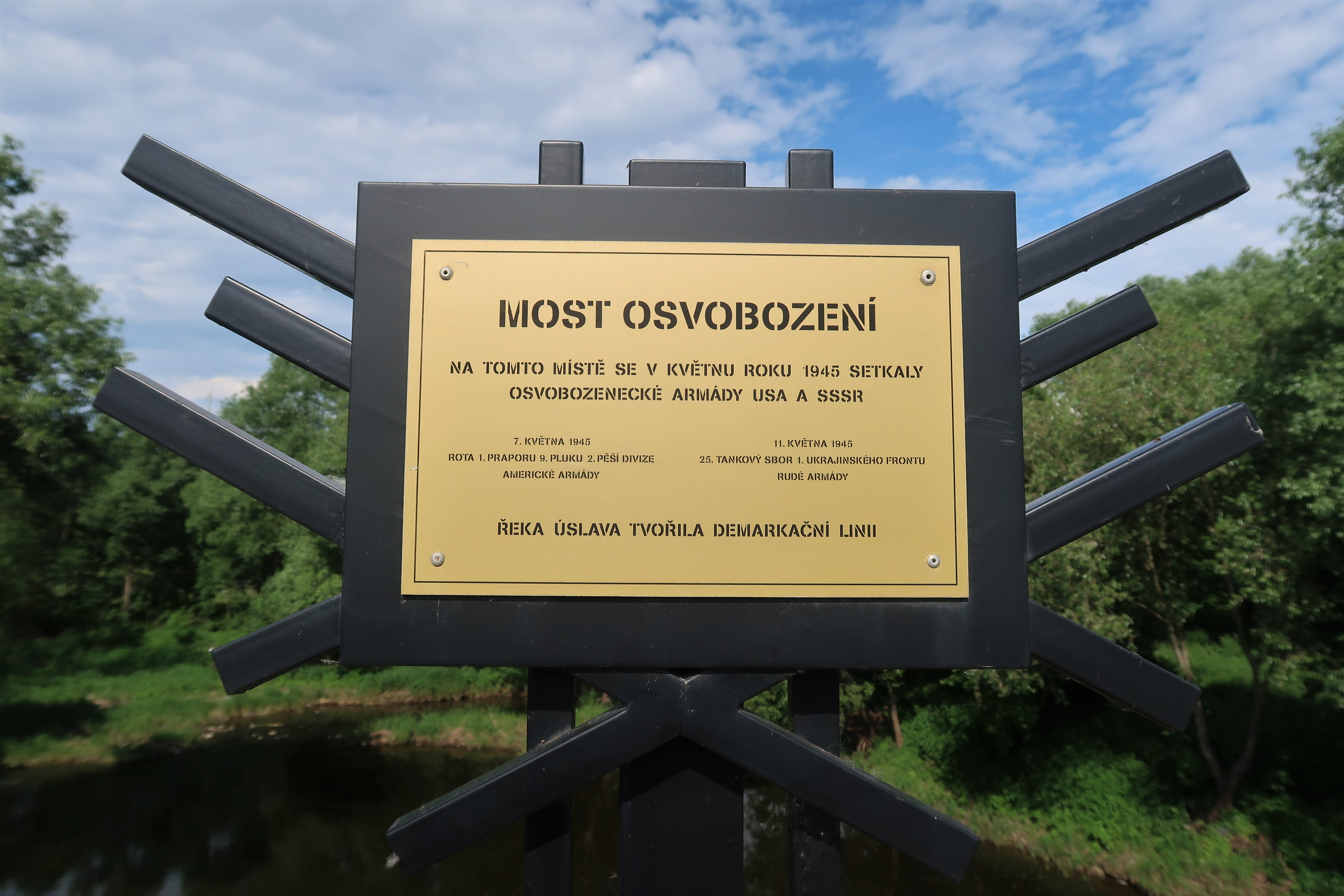
Pamětní deska na mostě přes Úslavu v Nezvěsticích
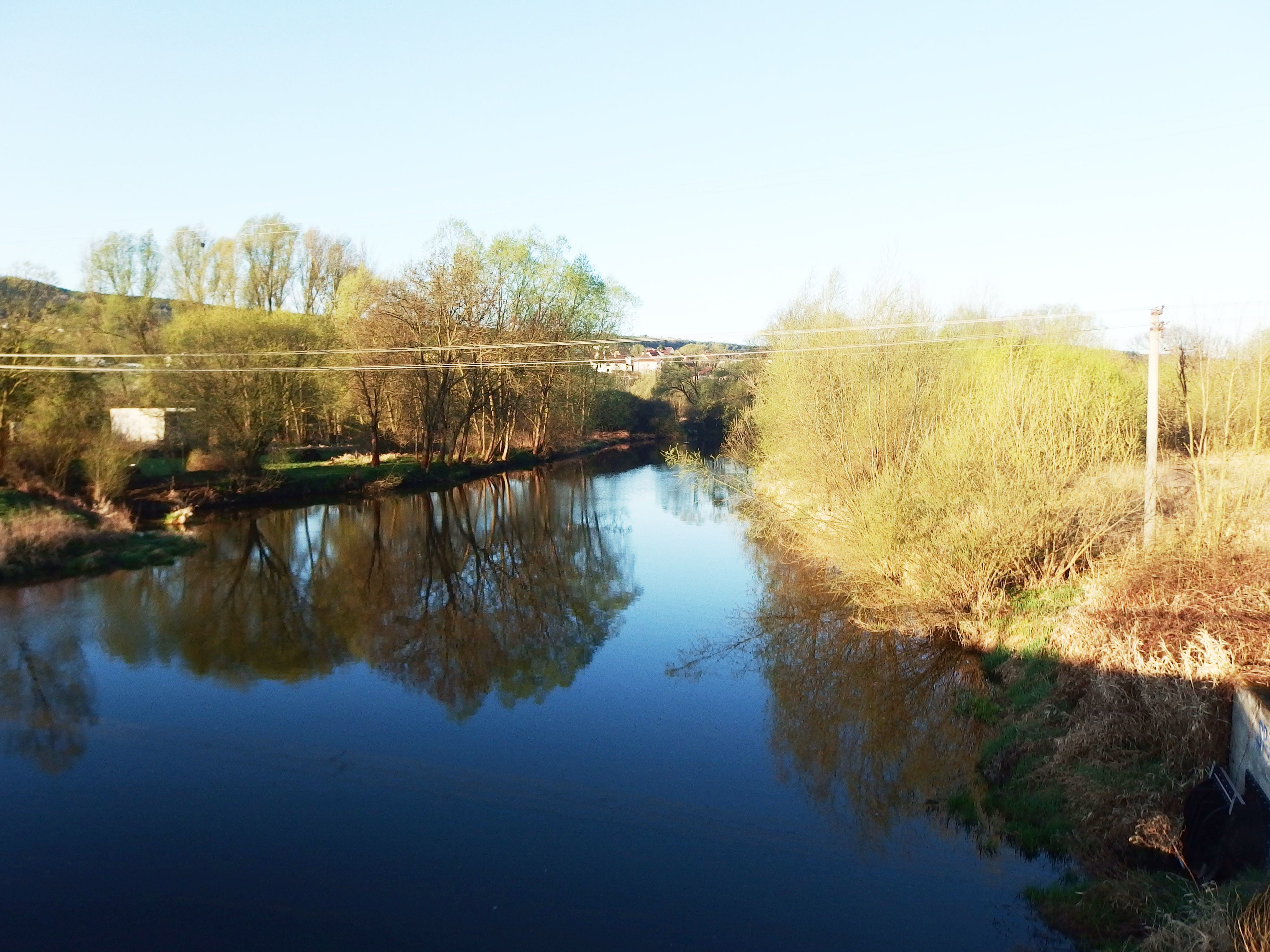
Úslava ve Starém Plzenci
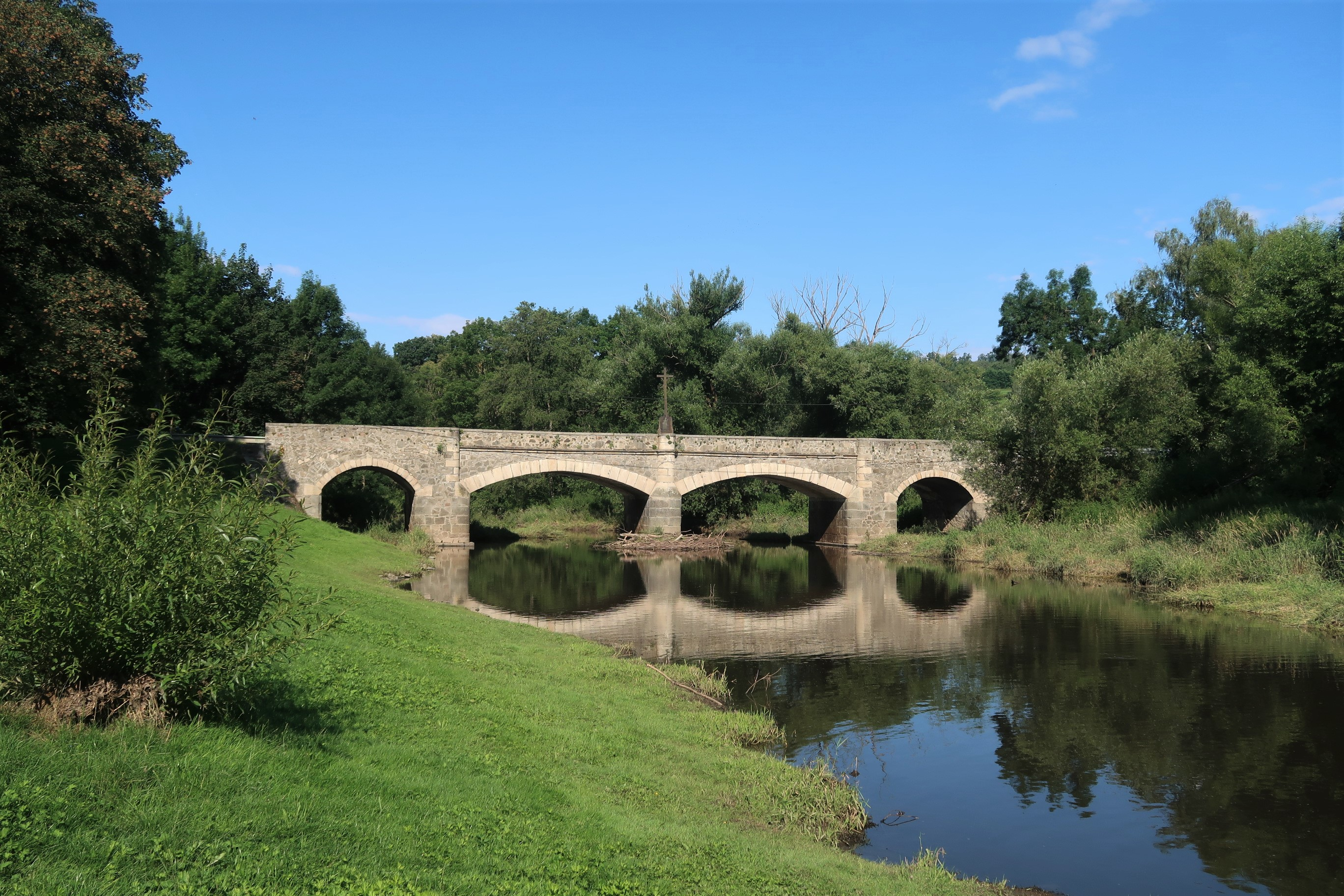
Kamenný most přes Úslavu ve Zdemyslicích